# 西田篤史のテレビランド
『西田篤史のテレビランド』（にしだあつしのテレビランド）は、1996年3月25日から2000年3月31日まで広島ホームテレビで放送された生活情報番組である。放送日時は毎週月曜 - 金曜 9:55 - 11:45。

## 概要
この番組は、当初は頻繁にコーナーや企画を変更するなど迷走していた時期もあったが、その後は次第に定着。特にカラオケを楽しみながらダンベル体操をするという「カラベル」コーナーは人気を博した。
しかし、番組はその後、広島ホームテレビの経営上の問題から4年で幕を閉じた。同時に同局は平日午前の生活情報番組の製作から撤退し、2003年11月に同時間帯で『生です!カッキン』を始めるまで3年半以上自社製作番組を放送しなかった。

## 出演者

### 司会者
- 西田篤史
- 伊藤みのり（広島ホームテレビアナウンサー）

### リポーター
- 臼井美貴
- 大松しんじ
- 定本正志（当時広島ホームテレビアナウンサー）
- 中島尚樹
- 村上ゆみえ
- 山本けいこ（城みちる夫人）

## コーナー
- カラベル
- テレラン110番
- 井戸端会議